# Жупанија Тулча
Тулча (рум. Judeţul Tulcea) је округ у републици Румунији, у њеном југоисточном делу. Управно средиште округа је истоимени град, а познати су и градови Сулина, Мачин и Бабадаг.
Округ Тулча је познат по делти Дунава, која заизима читаву источну половину округа.

## Положај
Округ Тулча је погранични округ ка Украјини ка северу. На истоку се налази Црно море. Са других стана окружују га следећи окрузи:
- ка југу: Констанца (округ)
- ка западу: Браила (округ)
- ка северозападу: Галац (округ)

## Природни услови
Округ Тулча је у историјској покрајини Добруџи. Округ обухвата предео између Дунава (који је одваја од Влашке и Молдавије) и Црног мора. Округ има равничарски карактер у већем делу, једино се у западном делу јавља мање побрђе.
Река Дунав одваја округ од Влашке на западу, румунске Молдавије) на северозападу и покрајине Буџак у Украјини на северу. То је најважнији потенцијал округа. Са друге стране, црноморска обала, иако дуга, је мочварна (Делта Дунава) и тешко приступачна.

## Становништво
| 1948.   | 1956.   | 1966.   | 1977.   | 1990.   | 2002.   | 2011.   | 2021.   |
| ------- | ------- | ------- | ------- | ------- | ------- | ------- | ------- |
| 192.228 | 223.719 | 236.709 | 254.531 | 270.997 | 256.492 | 213.083 | 193.355 |

Према попису из 2011. године, округ Тулча је имао 193.355 становника што је за 19.728 мање (-9,26%) у односу на 2011. када је на попису било 213.083 становника. Тулча спада у округе Румуније са већински румунским становништвом. Од етничких мањина издвајају се Липовани, Роми, Турци, Грци и Украјинци.
| Етнички састав према попису из 2011.‍ | Етнички састав према попису из 2011.‍ | Етнички састав према попису из 2011.‍ | Етнички састав према попису из 2011.‍ | Етнички састав према попису из 2011.‍ |
| ------------------------------------ | ------------------------------------ | ------------------------------------ | ------------------------------------ | ------------------------------------ |
|                                      |                                      |                                      |                                      |                                      |
| Румуни                               | Румуни                               |                                      | 180.496                              | 84,71%                               |
| Руси-Липовани                        | Руси-Липовани                        |                                      | 10.342                               | 4,85%                                |
| Роми                                 | Роми                                 |                                      | 3.423                                | 1,61%                                |
| Турци                                | Турци                                |                                      | 1.674                                | 0,79%                                |
| Грци                                 | Грци                                 |                                      | 1.181                                | 0,55%                                |
| Украјинци                            | Украјинци                            |                                      | 1.083                                | 0,51%                                |
| Татари                               | Татари                               |                                      | 119                                  | 0,06%                                |
| Мађари                               | Мађари                               |                                      | 70                                   | 0,03%                                |
| Остали                               | Остали                               |                                      | 390                                  | 0,18%                                |
| Непознато                            | Непознато                            |                                      | 14.305                               | 6,71%                                |

## Административна подела
Округ Тулча се састоји од 46 општина (рум. comună), 4 вароши (рум. oraș) и једног града (рум. municipiu).

### Градови
| Назив | Румунски назив | Седиште | Становништво (2021) | Број насеља |
| ----- | -------------- | ------- | ------------------- | ----------- |
| Тулча |                | Тулча   | 65.624              | 2           |

### Вароши
| Назив   | Румунски назив | Седиште | Становништво (2021) | Број насеља |
| ------- | -------------- | ------- | ------------------- | ----------- |
| Бабадаг |                | Бабадаг | 9.213               | 1           |
| Исакча  |                | Исакча  | 4.408               | 3           |
| Мачин   |                | Мачин   | 7.248               | 1           |
| Сулина  |                | Сулина  | 3.118               | 1           |

### Општине
| Назив              | Румунски назив | Седиште            | Становништво (2021) | Број насеља |
| ------------------ | -------------- | ------------------ | ------------------- | ----------- |
| Баја               |                | Баја               | 4.161               | 5           |
| Беидауд            |                | Беидауд            | 1.599               | 3           |
| Бештепе            |                | Бештепе            | 1.510               | 3           |
| Вакарени           |                | Вакарени           | 1.956               | 1           |
| Ваља Нукарилор     |                | Ваља Нукарилор     | 2.892               | 3           |
| Ваља Теилор        |                | Ваља Теилор        | 1.289               | 1           |
| Гречи              |                | Гречи              | 4.692               | 1           |
| Гринду             |                | Гринду             | 1.271               | 1           |
| Даени              |                | Даени              | 1.772               | 1           |
| Доробанцу          |                | Доробанцу          | 1.202               | 4           |
| Жижила             |                | Жижила             | 4.834               | 2           |
| Журиловка          |                | Журиловка          | 3.694               | 3           |
| И. К. Братијану    |                | И. К. Братијану    | 1.143               | 1           |
| Извоареле          |                | Извоареле          | 1.760               | 3           |
| К. А. Росети       |                | К. А. Росети       | 636                 | 5           |
| Каркалију          |                | Каркалију          | 2.136               | 1           |
| Касимча            |                | Касимча            | 2.555               | 6           |
| Килија Веке        |                | Килија Веке        | 1.728               | 2           |
| Кришан             |                | Кришан             | 1.092               | 3           |
| Лункавица          |                | Лункавица          | 3.536               | 2           |
| Малијук            |                | Малијук            | 813                 | 5           |
| Махмудија          |                | Махмудија          | 2.163               | 1           |
| Михаил Когалничану |                | Михаил Когалничану | 2.736               | 3           |
| Михај Браву        |                | Михај Браву        | 2.245               | 3           |
| Муригиол           |                | Муригиол           | 2.959               | 7           |
| Налбант            |                | Налбант            | 2.113               | 3           |
| Никулицел          |                | Никулицел          | 3.774               | 1           |
| Нуфару             |                | Нуфару             | 2.644               | 4           |
| Остров             |                | Остров             | 1.764               | 2           |
| Пардина            |                | Пардина            | 489                 | 1           |
| Печењага           |                | Печењага           | 1.465               | 1           |
| Сарикиој           |                | Сарикиој           | 5.226               | 5           |
| Слава Черкеза      |                | Слава Черкеза      | 1.962               | 2           |
| Смардан            |                | Смардан            | 960                 | 1           |
| Сомова             |                | Сомова             | 4.878               | 3           |
| Стежару            |                | Стежару            | 1.242               | 3           |
| Сфанту Георге      |                | Сфанту Георге      | 639                 | 1           |
| Тополог            |                | Тополог            | 3.958               | 7           |
| Туркоаја           |                | Туркоаја           | 2.822               | 1           |
| Фрекацеј           |                | Фрекацеј           | 3.415               | 4           |
| Хамчарка           |                | Хамчарка           | 1.334               | 4           |
| Хорија             |                | Хорија             | 1.256               | 3           |
| Чамурлија де Жос   |                | Чамурлија де Жос   | 2.122               | 2           |
| Чаталкиој          |                | Чаталкиој          | 531                 | 4           |
| Черна              |                | Черна              | 3.051               | 4           |
| Чукурова           |                | Чукурова           | 1.725               | 3           |